# Ovoo gurvel
Ovoo es un género extinto de lagarto varano del Cretácico Superior de Mongolia. Es uno de los más pequeños y antiguos entre los varanos. La especie tipo y única conocida, Ovoo gurvel, fue nombrada en 2008. Ovoo posee un par de pequeños huesos en el cráneo que no han sido vistos en ningún otro lagarto.

## Descripción e historia
Ovoo es conocido a partir de un cráneo fosilizado catalogado como IGM 3/767 y designado como el holotipo del género. El cráneo fue descubierto en 2001 cerca de la rica localidad fósil de Ukhaa Tolgod en un sitio conocido como Pequeña Ukhaa. Los depósitos en Pequeña Uhhaa datan de la época del Campaniense en el Cretácico Superior. Ovoo fue nombrado en 2008 por los cairns llamados "ovoos" que fueron encontrados junto a los caminos cerca de Pequeña Ukhaa. El nombre de la especie, O. gurvel viene de la palabra en mongol para lagarto.
Ovoo era muy pequeño comparado con los actuales varanos, con la excepción del varano de cola corta. Aun así, las estructuras de su cráneo son muy similares a las de las especies actuales. Ovoo comparte muchas similitudes con los varanos extintos Aiolosaurus y Cherminotus, que también han sido hallados en Pequeña Ukhaa y Ukhaa Tolgod. Las diferencias entre estos géneros se observan el la forma de los huesos en el cráneo. Las características distintivas de Ovoo incluyen:
- Huesos nasales localizados detrás de las fosas nasales, que están divididos en dos huesos (en los monitores actuales se encuentran fusionados en un único hueso).
- El gran tamaño de un par de agujeros denominados fenestras premaxilares en frente de las narinas.
- Un hueso llamado septomaxilar que separa el premaxilar (el hueso en el extremo frontal del hocico) del maxilar (el hueso que forma la mandíbula superior).
- El pequeño tamaño de un agujero en el septomaxilar llamado el foramen septomaxilar.

La más inusual característica de Ovoo es la presencia de dos huesos que no posee ningún otro tipo de lagarto conocido. Cuando fueron descritos originalmente, estas estructuras fueron llamadas "huesos misteriosos". Los dos huesos están localizados entre las cuencas oculares, y están posicionados detrás de los huesos nasales y en frente del hueso frontal. No existen huesos homólogos en ningún otro animal, lo que hace su presencia un enigma.

## Clasificación
Ovoo es uno de los muchos lagartos del Cretácico Superior pertenecientes al grupo conocido como Varanoidea, que incluye a los actuales varanos y los lagartos helodermátidos así como los extintos mosasáuridos. Los rasgos que vinculan a estos lagartos incluyen un hocico redondeado y la carencia de contacto entre los huesos maxilar y frontal. Un análisis filogenético llevado a cabo para la primera descripción científica lo situó dentro de la subfamilia Varaninae. Ovoo es el miembro más antiguo de Varaninae. De los otros varanoides mogoles, Aiolosauurs fue situado como un miembro basal de Varanidae (la familia a la que pertenece Varaninae) y Cherminotus fue situado en Lanthanotinae (otra subfamilia dentro de Varanidae). Debido a su edad, Ovoo, Aiolosaurus y Cherminotus pueden ser representantes de la primera radiación de lagartos varanos. Los varanoides del Cretácico tardío Saniwides y Telmasaurus son tan antiguos como estos lagartos y han sido vistos tradicionalmente como los varanos más antiguos, pero fueron situados por fuera de la familia de los varánidos en el análisis de 2008. A continuación un cladograma de este análisis:
|  | Saniwides mongoliensis† |
|  |                         |
|  | Telmasaurus grangeri    |
|  |                         |

|  | Cherminotus longifrons† |
|  |                         |
|  | Lanthanotus borneensis  |
|  |                         |

|  | Ovoo gurvel†                                                 |
|  |                                                              |
|  | \| \| Saniwa ensidens† \| \| \| \| \| \| Varanus \| \| \| \| |
|  |                                                              |
|  | Saniwa ensidens†                                             |
|  |                                                              |
|  | Varanus                                                      |
|  |                                                              |

|  | Saniwa ensidens† |
|  |                  |
|  | Varanus          |
|  |                  |

|  | Cherminotus longifrons† |
|  |                         |
|  | Lanthanotus borneensis  |
|  |                         |

|  | Ovoo gurvel†                                                 |
|  |                                                              |
|  | \| \| Saniwa ensidens† \| \| \| \| \| \| Varanus \| \| \| \| |
|  |                                                              |
|  | Saniwa ensidens†                                             |
|  |                                                              |
|  | Varanus                                                      |
|  |                                                              |

|  | Saniwa ensidens† |
|  |                  |
|  | Varanus          |
|  |                  |

|  | Saniwides mongoliensis† |
|  |                         |
|  | Telmasaurus grangeri    |
|  |                         |

|  | Cherminotus longifrons† |
|  |                         |
|  | Lanthanotus borneensis  |
|  |                         |

|  | Ovoo gurvel†                                                 |
|  |                                                              |
|  | \| \| Saniwa ensidens† \| \| \| \| \| \| Varanus \| \| \| \| |
|  |                                                              |
|  | Saniwa ensidens†                                             |
|  |                                                              |
|  | Varanus                                                      |
|  |                                                              |

|  | Saniwa ensidens† |
|  |                  |
|  | Varanus          |
|  |                  |

|  | Cherminotus longifrons† |
|  |                         |
|  | Lanthanotus borneensis  |
|  |                         |

|  | Ovoo gurvel†                                                 |
|  |                                                              |
|  | \| \| Saniwa ensidens† \| \| \| \| \| \| Varanus \| \| \| \| |
|  |                                                              |
|  | Saniwa ensidens†                                             |
|  |                                                              |
|  | Varanus                                                      |
|  |                                                              |

|  | Saniwa ensidens† |
|  |                  |
|  | Varanus          |
|  |                  |

|  | Saniwides mongoliensis† |
|  |                         |
|  | Telmasaurus grangeri    |
|  |                         |

|  | Cherminotus longifrons† |
|  |                         |
|  | Lanthanotus borneensis  |
|  |                         |

|  | Ovoo gurvel†                                                 |
|  |                                                              |
|  | \| \| Saniwa ensidens† \| \| \| \| \| \| Varanus \| \| \| \| |
|  |                                                              |
|  | Saniwa ensidens†                                             |
|  |                                                              |
|  | Varanus                                                      |
|  |                                                              |

|  | Saniwa ensidens† |
|  |                  |
|  | Varanus          |
|  |                  |

|  | Cherminotus longifrons† |
|  |                         |
|  | Lanthanotus borneensis  |
|  |                         |

|  | Ovoo gurvel†                                                 |
|  |                                                              |
|  | \| \| Saniwa ensidens† \| \| \| \| \| \| Varanus \| \| \| \| |
|  |                                                              |
|  | Saniwa ensidens†                                             |
|  |                                                              |
|  | Varanus                                                      |
|  |                                                              |

|  | Saniwa ensidens† |
|  |                  |
|  | Varanus          |
|  |                  |

|  | Saniwides mongoliensis† |
|  |                         |
|  | Telmasaurus grangeri    |
|  |                         |

|  | Cherminotus longifrons† |
|  |                         |
|  | Lanthanotus borneensis  |
|  |                         |

|  | Ovoo gurvel†                                                 |
|  |                                                              |
|  | \| \| Saniwa ensidens† \| \| \| \| \| \| Varanus \| \| \| \| |
|  |                                                              |
|  | Saniwa ensidens†                                             |
|  |                                                              |
|  | Varanus                                                      |
|  |                                                              |

|  | Saniwa ensidens† |
|  |                  |
|  | Varanus          |
|  |                  |

|  | Cherminotus longifrons† |
|  |                         |
|  | Lanthanotus borneensis  |
|  |                         |

|  | Ovoo gurvel†                                                 |
|  |                                                              |
|  | \| \| Saniwa ensidens† \| \| \| \| \| \| Varanus \| \| \| \| |
|  |                                                              |
|  | Saniwa ensidens†                                             |
|  |                                                              |
|  | Varanus                                                      |
|  |                                                              |

|  | Saniwa ensidens† |
|  |                  |
|  | Varanus          |
|  |                  |

|  | Saniwides mongoliensis† |
|  |                         |
|  | Telmasaurus grangeri    |
|  |                         |

|  | Cherminotus longifrons† |
|  |                         |
|  | Lanthanotus borneensis  |
|  |                         |

|  | Ovoo gurvel†                                                 |
|  |                                                              |
|  | \| \| Saniwa ensidens† \| \| \| \| \| \| Varanus \| \| \| \| |
|  |                                                              |
|  | Saniwa ensidens†                                             |
|  |                                                              |
|  | Varanus                                                      |
|  |                                                              |

|  | Saniwa ensidens† |
|  |                  |
|  | Varanus          |
|  |                  |

|  | Cherminotus longifrons† |
|  |                         |
|  | Lanthanotus borneensis  |
|  |                         |

|  | Ovoo gurvel†                                                 |
|  |                                                              |
|  | \| \| Saniwa ensidens† \| \| \| \| \| \| Varanus \| \| \| \| |
|  |                                                              |
|  | Saniwa ensidens†                                             |
|  |                                                              |
|  | Varanus                                                      |
|  |                                                              |

|  | Saniwa ensidens† |
|  |                  |
|  | Varanus          |
|  |                  |

|  | Saniwides mongoliensis† |
|  |                         |
|  | Telmasaurus grangeri    |
|  |                         |

|  | Cherminotus longifrons† |
|  |                         |
|  | Lanthanotus borneensis  |
|  |                         |

|  | Ovoo gurvel†                                                 |
|  |                                                              |
|  | \| \| Saniwa ensidens† \| \| \| \| \| \| Varanus \| \| \| \| |
|  |                                                              |
|  | Saniwa ensidens†                                             |
|  |                                                              |
|  | Varanus                                                      |
|  |                                                              |

|  | Saniwa ensidens† |
|  |                  |
|  | Varanus          |
|  |                  |

|  | Cherminotus longifrons† |
|  |                         |
|  | Lanthanotus borneensis  |
|  |                         |

|  | Ovoo gurvel†                                                 |
|  |                                                              |
|  | \| \| Saniwa ensidens† \| \| \| \| \| \| Varanus \| \| \| \| |
|  |                                                              |
|  | Saniwa ensidens†                                             |
|  |                                                              |
|  | Varanus                                                      |
|  |                                                              |

|  | Saniwa ensidens† |
|  |                  |
|  | Varanus          |
|  |                  |

|  | Saniwides mongoliensis† |
|  |                         |
|  | Telmasaurus grangeri    |
|  |                         |

|  | Cherminotus longifrons† |
|  |                         |
|  | Lanthanotus borneensis  |
|  |                         |

|  | Ovoo gurvel†                                                 |
|  |                                                              |
|  | \| \| Saniwa ensidens† \| \| \| \| \| \| Varanus \| \| \| \| |
|  |                                                              |
|  | Saniwa ensidens†                                             |
|  |                                                              |
|  | Varanus                                                      |
|  |                                                              |

|  | Saniwa ensidens† |
|  |                  |
|  | Varanus          |
|  |                  |

|  | Cherminotus longifrons† |
|  |                         |
|  | Lanthanotus borneensis  |
|  |                         |

|  | Ovoo gurvel†                                                 |
|  |                                                              |
|  | \| \| Saniwa ensidens† \| \| \| \| \| \| Varanus \| \| \| \| |
|  |                                                              |
|  | Saniwa ensidens†                                             |
|  |                                                              |
|  | Varanus                                                      |
|  |                                                              |

|  | Saniwa ensidens† |
|  |                  |
|  | Varanus          |
|  |                  |

|  | Saniwides mongoliensis† |
|  |                         |
|  | Telmasaurus grangeri    |
|  |                         |

|  | Cherminotus longifrons† |
|  |                         |
|  | Lanthanotus borneensis  |
|  |                         |

|  | Ovoo gurvel†                                                 |
|  |                                                              |
|  | \| \| Saniwa ensidens† \| \| \| \| \| \| Varanus \| \| \| \| |
|  |                                                              |
|  | Saniwa ensidens†                                             |
|  |                                                              |
|  | Varanus                                                      |
|  |                                                              |

|  | Saniwa ensidens† |
|  |                  |
|  | Varanus          |
|  |                  |

|  | Cherminotus longifrons† |
|  |                         |
|  | Lanthanotus borneensis  |
|  |                         |

|  | Ovoo gurvel†                                                 |
|  |                                                              |
|  | \| \| Saniwa ensidens† \| \| \| \| \| \| Varanus \| \| \| \| |
|  |                                                              |
|  | Saniwa ensidens†                                             |
|  |                                                              |
|  | Varanus                                                      |
|  |                                                              |

|  | Saniwa ensidens† |
|  |                  |
|  | Varanus          |
|  |                  |